# Oslob
Oslob is een gemeente in de Filipijnse provincie Cebu. Bij de census van 2015 telde de gemeente bijna 28 duizend inwoners.

## Geografie

### Bestuurlijke indeling
Oslob is onderverdeeld in de volgende 21 barangays:
| - Alo - Bangcogon - Bonbon - Calumpang - Canangca-an - Cañang - Can-ukban - Cansalo-ay - Daanlungsod - Gawi - Hagdan | - Lagunde - Looc - Luka - Mainit - Manlum - Nueva Caceres - Poblacion - Pungtod - Tan-awan - Tumalog |

## Demografie
Oslob had bij de census van 2015 een inwoneraantal van 27.893 mensen. Dit waren 1.777 mensen (6,8%) meer dan bij de vorige census van 2010. Ten opzichte van de census van 2000 was het aantal inwoners gegroeid met 5.421 mensen (24,1%). De gemiddelde jaarlijkse groei in die periode kwam daarmee uit op 1,43%, hetgeen lager was dan het landelijk jaarlijks gemiddelde over deze periode (1,72%).

De bevolkingsdichtheid van Oslob was ten tijde van de laatste census, met 27.893 inwoners op 134,75 km², 207 mensen per km².